# Manuel Dionisio Díaz Martínez
Manuel Dionisio Díaz Martínez (L'Havana, 8 d'abril de 1874 – Rochester, Nova York, 20 de febrer de 1929) fou un tirador d'esgrima cubà que va prendre part en els Jocs Olímpics de 1904.
En aquests Jocs va prendre part en les proves sabre, en què guanyà la medalla d'or i en la prova de floret per equips, en què també guanyà l'or, si bé en aquest cas sota la designació d'equip mixt.